# AIFV
Das AIFV (Armored Infantry Fighting Vehicle) ist ein US-amerikanischer Schützenpanzer auf Basis des Transportpanzers M113, der Anfang der 1970er-Jahre entwickelt wurde. Der Begriff „Armored Infantry Fighting Vehicle“ wird gelegentlich auch synonym für Schützenpanzer allgemein verwendet.

## Entwicklung
Im Jahr 1967 gab die United States Army die Entwicklung eines Schützenpanzers in Auftrag. Der Auftrag wurde dem Rüstungsunternehmen FMC Corporation zugesprochen. Von den beiden Prototypen XM701 und XM765 war die United States Army aber wenig begeistert, so dass keine Serienproduktion zustande kam. Daraufhin wurde die Entwicklung von der FMC Corporation auf privater Basis für den Exportmarkt weitergeführt. Die ersten, nun AIFV bezeichneten Prototypen waren im Jahr 1970 bereit. Diese basierten auf dem Fahrgestell des M113 und wurden an verschiedene NATO-Staaten zur Truppenerprobung gesendet. Im Jahr 1975 erfolgte die erste Bestellung für die Niederländischen Streitkräfte und die ersten Fahrzeuge wurden 1977 ausgeliefert. Danach beschafften sich weitere Staaten das AIFV, welche z. B. den M2 Bradley als zu schwer und zu teuer erachteten.

## Beschreibung
Das Fahrzeug ist in seiner Form dem M113 ähnlich. Für die Wanne wurden Aluminium und Stahl verwendet. Die Seiten und die Fahrzeugfront sind mit einer Verbundpanzerung verstärkt. Diese Schottpanzerung besteht aus Aluminium, Stahl und Polyurethan. Die Panzerung schützt vor Granatsplittern und dem Beschuss von Infanteriewaffen. Das AIFV-Standardmodell ist mit einem drehbaren Waffenturm mit einer 25-mm-KBA-B02-Maschinenkanone und einem achsparallel montierten 7,62-mm-Maschinengewehr ausgerüstet. Für die KBA-MK sind 324 Schuss an Bord, davon 180 Schuss als Bereitschaftsmunition. Für das MG sind 1.840 Schuss an Bord. Weiter sind am Turm sechs Nebelmittelwurfanlagen angebracht. Der Fahrer sitzt vorne links neben dem Motor. Der Kommandant sitzt dahinter und der Richtschütze befindet sich im Waffenturm. Im Kampfraum können bis zu sieben Infanteristen mittransportiert werden, die das Fahrzeug über eine elektrisch angetriebene Heckrampe verlassen können. Wie beim M2 Bradley können sich die Infanteristen aus dem Inneren des Fahrzeugs heraus durch fünf Schießscharten am Feuerkampf beteiligen. Das AIFV ist amphibisch und kann mit Zusatzpanzerungen, Nachtsichtgeräten und ABC-Schutz ausgestattet werden.
Das AIFV erreicht auf der Straße eine maximale Fahrgeschwindigkeit von 61,2 km/h. Der Fahrbereich auf der Straße beträgt 490 km. Das AIFV kann Steigungen von 60 % überwinden und die maximal zulässige Querneigung liegt bei 30 %. Das Fahrzeug kann Gräben mit bis zu 1,2 m Breite und vertikale Hindernisse mit einer Höhe von 63 cm überwinden. Die Bodenfreiheit beträgt 43 cm und der Wenderadius liegt bei 8,53 m.
Wie beim M113 entstand eine große Fahrzeugfamilie. Diese umfasst u. a. Panzermörser mit Mörser im Kaliber 81, 107 oder 120 mm, Raketenjagdpanzer mit Panzerabwehrlenkwaffen vom Typ BGM-71 TOW, AGM-114 Hellfire oder HOT sowie Sanitätspanzer, Transportpanzer, Pionierpanzer und Führungspanzer.

## Kampfeinsätze
In der belgischen Version YPR-765 wird das Fahrzeug von der Ukraine im Russisch-Ukrainischen Krieg eingesetzt. Laut dem Oryx-Blog gingen mit Stand Mai 2025 mindestens 120 Fahrzeuge verloren.

## Nutzerstaaten
- Ägypten – 1.020
- Bahrain – 73
- Belgien – 514
- Chile – 18
- Jordanien – 502
- Libanon – 24
- Malaysia – 281
- Marokko – 123

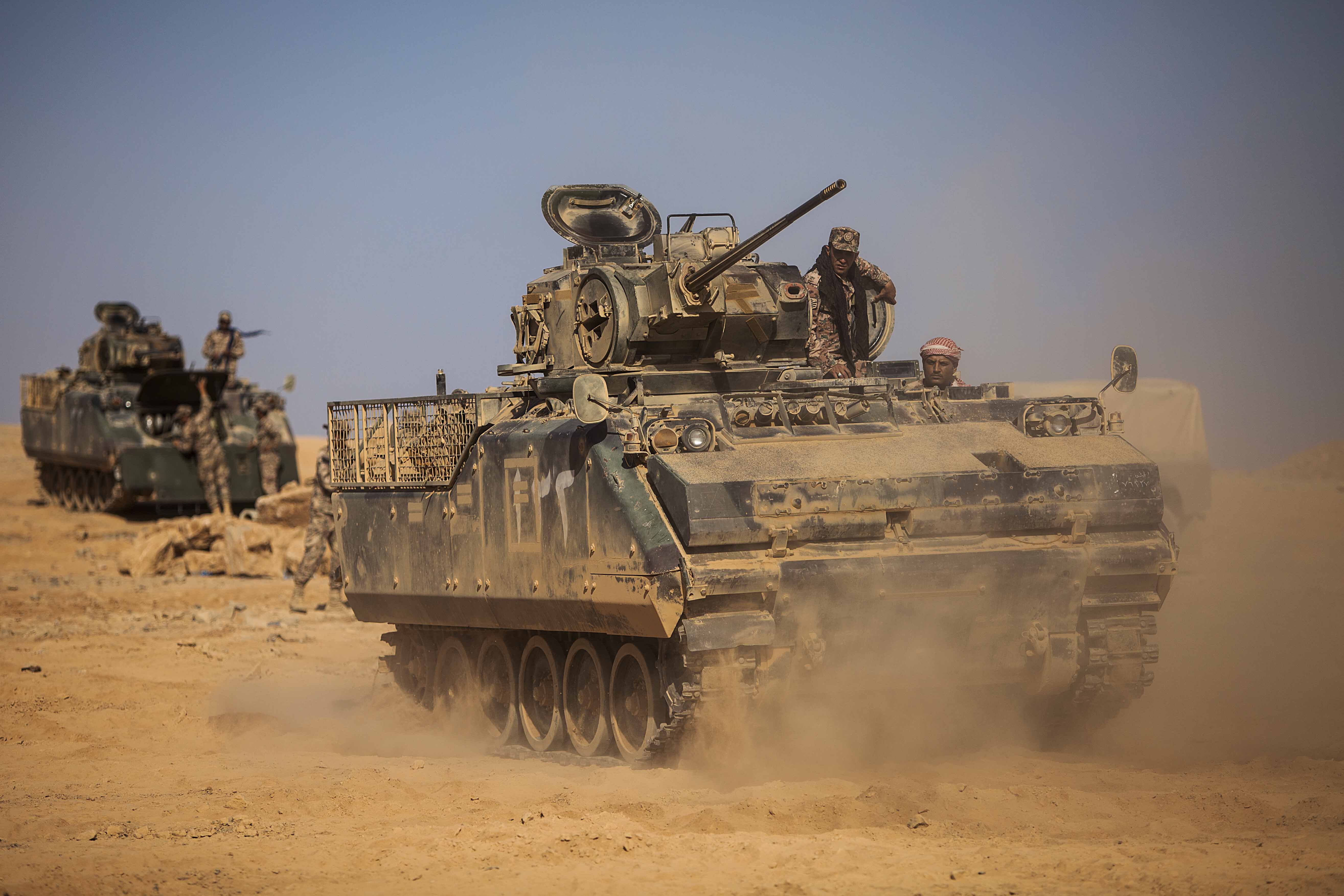
Jordanischer YPR-765-Schützenpanzer im Jahr 2014

- Niederlande – 2.079 (lokale Bezeichnung YPR-765)
- Norwegen – 24
- Philippinen – 45
- Südkorea – 1700 (Lizenzproduktion, lokale Bezeichnung K200 KIV)
- Taiwan – 250 (Lizenzproduktion, lokale Bezeichnung CM-21)
- Türkei – 2.249 (Lizenzproduktion, lokale Bezeichnung ACV)
- Ukraine – 196 (Im Rahmen der Auslandshilfen für die Ukraine von den Niederlanden geliefert (Stand April 2023)).[4][5]
- Vereinigte Arabische Emirate – 133

Quellen: